# Live on the Sunset Strip
Live on the Sunset Strip è un album dal vivo dell'attore statunitense Richard Pryor, pubblicato nel 1982 dalla Warner Bros. Records.

## Descrizione
Pubblicato insieme all'omonimo film, il materiale presente sul disco include un franco resoconto del famigerato incidente di Pryor con la cocaina, svoltosi durante il suo periodo di tossicodipendenza la sera del 9 giugno 1980, quando in preda a psicosi indotta dall'abuso della suddetta sostanza stupefacente, si diede fuoco.
La registrazione dell'album si svolse nel dicembre 1981 per quanto riguarda le tracce 1–4 e 6–7 al Circle Star Theater di San Carlos (tranne la traccia 3, registrata nell'ottobre 1981); mentre la traccia 5 venne registrata il 5 gennaio 1982 all'Hollywood Palladium di Hollywood.
L'album vinse il premio Grammy come Best Comedy Album nel 1982.

## Tracce
1. Women – 11:24
2. Prison – 6:25
3. Africa – 10:33
4. Mafia Club – 6:04
5. Mudbone – 7:38
6. Freebase – 8:12
7. Hospital – 10:17